# 孫璲
孫璲，陝西韓城縣人，明朝政治人物。

## 生平
弘治八年（1495年）乙卯科陝西鄉試第五十四名舉人。正德二年（1507年），接替王鍭，擔任南直隶常州府宜興縣知縣，后由劉一中接任知縣。